# Ad.point
Ad.point (inne spotykane formy: AdPoint, Adpoint) – polska spółka mediowa, właściciel sześciu popularnych marek radiowych i kilkunastu rozgłośni na terenie całej Polski. Było spółką zależną CR Media. 26 kwietnia 2007 r. 100% udziałów w spółce kupiła spółka Eurozet sp. z o.o., właściciel Radia Zet i Planety FM (stara Radiostacja).

## Stacje radiowe Ad.pointu
- AntyRadio
  - AntyRadio 94 FM (Warszawa)
  - AntyRadio 106,4 FM (Katowice)
  - AntyRadio 101,3 FM (Kraków)

- Radio Planeta FM
  - Radio Planeta 95,1 FM (Katowice)
  - Radio Planeta 87,9 FM (Bielsko-Biała)
  - Radio Planeta 106,2 FM (Opole)
  - Radio Planeta 103,9 FM (Kielce)
  - Radio Planeta 90,5 FM (Olsztyn)
do 6 grudnia 2008 roku jako Radio WaMa[1]
  - Radio Planeta 101,5 FM (Warszawa) i Radio Planeta 93,7 FM (Kraków) (jedna rozgłośnia z siedzibą w Warszawie)
  - Radio Planeta 102,9 FM (Słupca)
  - Radio Planeta 107,0 FM (Giżycko)
do 6 grudnia 2008 roku jako Radio WaMa Giżycko
  - Radio Planeta 104,5 FM (Łódź)
  - Radio Planeta 90,2 FM (Iława)
do 6 grudnia 2008 roku jako Radio WaMa Iława[1]
  - Radio Planeta 99,4 FM i 90,6 FM (Poznań)
  - Radio Planeta 99,6 FM (Konin)
  - Radio Planeta 104,9 FM (Mrągowo)
do 6 grudnia 2008 roku jako Radio WaMa Mrągowo[1]

- NRJ FM – Nowe Radio Jazz (Katowice)

- Radio Flash (programowo związane z Radiem Planeta 103,9 FM)
  - Radio Flash Konin – 99,6 FM
  - Radio Flash Słupca – 102,9 FM

- Radio Plus
  - Radio Plus Toruń
  - stacje diecezjalne będące z Ad.pointem w spółce Radio Plus Polska-Zachód:
    - Radio Plus Gdańsk
    - Radio Plus Bydgoszcz
    - Radio Plus Zielona Góra
    - Radio Plus Gorzów
    - Radio Plus Gniezno
    - Radio Plus Głogów

  - stacje diecezjalne, które przystąpiły do sieci na podstawie umów franczyzowych:
    - Radio Plus Opole
    - Radio Plus Legnica
    - Radio Plus Gliwice
    - Radio Plus Kielce
    - Radio Plus Radom

## Historia
Spółka Ad.point zarejestrowana została w 2000 roku, a działalność rozpoczęła rok później od zakupu przedsiębiorstwa Hitt, posiadającego kilka stacji radiowych w południowej Polsce. W ten sposób w ręce spółki Ad.point przeszły pierwsze rozgłośnie: Radio Flash z nadajnikami w Katowicach, Krakowie i Opolu, Radio SBB Rodło z Bytomia i Radio Delta z Bielska-Białej. Kolejne inwestycje Ad.point poczynił w północnej części kraju, kupując Radio WaMa z Olsztyna. Właściciele przejętych stacji znaleźli się niebawem w zarządzie spółki.
Następnym krokiem Ad.pointu było uruchomienie stacji radiowej w Warszawie – i tak w 2002 roku rozpoczęło nadawanie Radio 94 FM – dziś znane pod nazwą Antyradio. Jeszcze w tym samym roku doszło do kolejnego zakupu – tym razem w rękach spółki znalazło się Radio Las Vegas z Ciechocinka, przemianowane następnie na Radio Brawo.
Mając już jednak dostateczną liczbę rozgłośni Ad.point rozpoczął ich formatowanie i tworzenie sieci. Niebawem Radio Rodło zostało przekształcone w Radio Planeta grające muzykę dance. Wkrótce nazwę i format Planety FM przyjęły też stacje w Krakowie i Opolu, dotychczas nadające jako Radio Flash. Kolejną rozgłośnią włączoną do sieci Planeta FM było Radio Delta z Bielska Białej.
Porażką Ad.pointu skończyły się natomiast nieudane próby zakupu Radia Plama ze Szczecina, jak również rozszerzenia koncesji Radio WaMa o częstotliwość w Giżycku.
Niepowodzenie poniósł także plan uruchomienia sieci rozgłośni grających muzykę jazz i jej pochodne gatunki. Ad.point ubiegał się o częstotliwości dla jazzowej sieci w Warszawie, Krakowie i Katowicach. Przyznana została mu natomiast tylko ostatnia częstotliwość (wcześniej należąca do RockRadia Śląsk). Na niej też rozpoczęło nadawanie NRJ FM. Pozostałe dwie pozostały w rękach dotychczasowego właściciela -Radia Jazz.
Sporem koncesyjnym, ostatecznie rozpatrzonym na korzyść Ad.pointu, zakończyło się przejęcie Radia Warta posiadającego częstotliwości w Koninie i Słupcy. Do nadawania na słupeckiej częstotliwości rościł sobie prawa były właściciel Radia Warta. Konflikt nie dotyczył częstotliwości konińskiej, gdzie na podstawie podpisanej z Radiem Warta umowy program emitowało Radio 99,6. W 2004 roku stacja przyjęła nazwę Radio Flash, a niebawem jej sygnał zaczął być nadawany również ze Słupcy.
W 2005 roku warszawskie Radio 94 FM i katowickie Radio Flash rozpoczęły współpracę programową. W czerwcu doszło do fuzji obu rozgłośni, na skutek której przyjęły one wspólną nazwę – AntyRadio.
W tym samym roku Ad.point zainteresował się podupadającą siecią katolickich rozgłośni Radio Plus, kupując prawa do marki i przejmując produkcję programu dla całej sieci. Część stacji udało się związać z Ad.pointem kapitałowo – weszły one wraz z nim do spółki Radio Plus Polska-Zachód. O pozostałe rozgłośnie wkrótce postanowiła zawalczyć konkurencja. W efekcie część z nich weszła w skład nowej sieci VOX FM, stworzonej przez Zjednoczone Przedsiębiorstwa Rozrywkowe. Reszta podpisała z Radiem Plus umowy franczyzowe.
W 2006 roku ruszyła kolejna stacja spod znaku Radia Planeta – nadająca z Kielc.
6 sierpnia 2007 roku krakowska rozgłośnia AdPointu, nadająca na fali 101,3 jako Radio Planeta powróciła do poprzedniego rockowego formatu (w którym emitowała program jako Radio Flash Kraków), stając się trzecią stacją sieci AntyRadio.